# Giải bóng đá hạng nhì quốc gia Cộng hòa Síp 1994–95
Giải bóng đá hạng nhì quốc gia Cộng hòa Síp 1994–95 là mùa giải thứ 40 của bóng đá hạng nhì Cộng hòa Síp. Evagoras giành danh hiệu thứ 6.

## Thể thức thi đấu
Có 11 đội tham gia Giải bóng đá hạng nhì quốc gia Cộng hòa Síp 1994–95. Giải đấu gồm 3 vòng với 10 trận mỗi vòng. Trong 2 vòng đầu tất cả các đội đều thi đấu 2 trận, một trân sân nhà và một trận sân khách.
Đội nhà cho các trận ở vòng 3 được quyết định dựa vào bảng xếp hạng sau vòng 2.
Đội nhiều điểm nhất sẽ lên ngôi vô địch. Hai đội đầu bảng xuống hạng Giải bóng đá hạng nhất quốc gia Cộng hòa Síp 1995–96. Không có đội nào xuống hạng Giải bóng đá hạng ba quốc gia Cộng hòa Síp 1995–96.

### Hệ thống điểm
Các đội bóng nhận 3 điểm cho một trận thắng, 1 điểm cho một trận hòa và 0 điểm cho một trận thua.

## Thay đổi so với mùa giải trước
Các đội thăng hạng Giải bóng đá hạng nhất quốc gia Cộng hòa Síp 1994–95
- Aris Limassol

Các đội xuống hạng từ Giải bóng đá hạng nhất quốc gia Cộng hòa Síp 1993–94
- Evagoras Paphos
- APEP

Ghi chú: EPA Larnaca cũng xuống hạng từ Giải bóng đá hạng nhất quốc gia Cộng hòa Síp 1993–94. Tuy nhiên, trước khi mùa giải khởi tranh, Pezoporikos Larnaca và EPA Larnaca hợp nhất thành AEK Larnaca, thay thế vị trí của Pezoporikos Larnaca trong hạng nhất.
Các đội thăng hạng từ Giải bóng đá hạng ba quốc gia Cộng hòa Síp 1993–94
- Othellos Athienou

Các đội xuống hạng Giải bóng đá hạng ba quốc gia Cộng hòa Síp 1994–95
- Orfeas Nicosia
- Ermis Aradippou
- APEP Pelendriou
- Chalkanoras Idaliou
- Ethnikos Assia

## Bảng xếp hạng
| Vị thứ | Đội                 | St. | T. | H. | B. | BT. | BB. | HS. | Đ. | Ghi chú                                                                  |
| ------ | ------------------- | --- | -- | -- | -- | --- | --- | --- | -- | ------------------------------------------------------------------------ |
| 1      | Evagoras Paphos     | 30  | 25 | 3  | 2  | 81  | 25  | 56  | 78 | Vô địch-thăng hạng Giải bóng đá hạng nhất quốc gia Cộng hòa Síp 1995–96. |
| 2      | Alki Larnaca        | 30  | 22 | 4  | 4  | 67  | 28  | 39  | 70 | Thăng hạng Giải bóng đá hạng nhất quốc gia Cộng hòa Síp 1995–96.         |
| 3      | Anagennisi Deryneia | 30  | 16 | 3  | 11 | 52  | 47  | 5   | 51 |                                                                          |
| 4      | PAEEK FC            | 30  | 13 | 5  | 12 | 46  | 46  | 0   | 44 |                                                                          |
| 5      | APOP Paphos         | 30  | 10 | 5  | 15 | 41  | 43  | -2  | 35 |                                                                          |
| 6      | Onisilos Sotira     | 30  | 10 | 5  | 15 | 48  | 57  | -9  | 35 |                                                                          |
| 7      | Othellos Athienou   | 30  | 8  | 10 | 12 | 35  | 49  | -14 | 34 |                                                                          |
| 8      | Doxa Katokopias     | 30  | 8  | 10 | 12 | 34  | 50  | -16 | 34 |                                                                          |
| 9      | AEZ Zakakiou        | 30  | 8  | 8  | 14 | 29  | 37  | -8  | 32 |                                                                          |
| 10     | APEP                | 30  | 8  | 5  | 17 | 25  | 51  | -26 | 29 |                                                                          |
| 11     | Akritas Chlorakas   | 30  | 5  | 6  | 19 | 23  | 48  | -25 | 21 |                                                                          |

Hệ thống điểm: Thắng=3 điểm, Hòa=1 điểm, Thua=0 điểm
Quy tắc xếp hạng: 1) Điểm, 2) Hiệu số, 3) Bàn thắng